# Valeriy Porkujan
Valeriy Semenovych Porkuyan (em ucraniano: Валерій Семенович Поркуян; Kirovohrad, 4 de outubro de 1944) é um ex-futebolista ucraniano de ascendência armênia.

## Carreira
Porkuyan nasceu na antiga União Soviética, atual Ucrânia. Teve passagens pelas equipes Dynamo Kirovograd (1962), Star Kirovograd (1963 - 1964), Chernomorets Odessa (1965, 1970 - 1971), Dínamo Kiev (1966 - 1969) e Dnepr Dnepropetrovsk (1972 - 1975).
Foi campeão soviético nos anos 1966, 1967, 1968.

## Seleção
Participou da Copa do Mundo de 1966, na melhor campanha soviética na história das Copas, conseguindo o 4º lugar.